# Zafra (kommunhuvudort)
Zafra är en kommunhuvudort i Spanien.   Den ligger i provinsen Provincia de Badajoz och regionen Extremadura, i den sydvästra delen av landet, 300 km sydväst om huvudstaden Madrid. Zafra ligger 505 meter över havet och antalet invånare är 16 424.
Terrängen runt Zafra är platt åt sydost, men åt nordväst är den kuperad. Runt Zafra är det ganska glesbefolkat, med 24 invånare per kvadratkilometer. Zafra är det största samhället i trakten. Trakten runt Zafra består till största delen av jordbruksmark.